# Semi-marathon de Karlovy Vary
Le Semi-marathon de Karlovy Vary est une course de semi-marathon se déroulant tous les ans, en mai, dans la ville de Karlovy Vary, en République tchèque. L'épreuve fait partie du circuit international des IAAF Road Race Label Events, dans la catégorie des « Labels d'argent ». 

## Palmarès
| Année | Hommes                                              | Pays                                                | Temps                                               |                                                     | Femmes                                              | Pays            | Temps |
| 2013  | Daniel Wanjiru                                      | Kenya                                               | 1 h 3 min 4 s                                       | Mame Feyisa                                         | Éthiopie                                            | 1 h 12 min 49 s |       |
| 2014  | Teshome Mekonen                                     | Éthiopie                                            | 1 h 1 min 21 s                                      | Christelle Daunay                                   | France                                              | 1 h 9 min 17 s  |       |
| 2015  | Elijah Tirop                                        | Kenya                                               | 1 h 1 min 1 s                                       | Mulu Seboka                                         | Éthiopie                                            | 1 h 9 min 11 s  |       |
| 2016  | Abraham Akopesha                                    | Kenya                                               | 1 h 2 min 8 s                                       | Joyciline Jepkosgei                                 | Kenya                                               | 1 h 9 min 7 s   |       |
| 2017  | Wilfred Kimitei                                     | Kenya                                               | 1 h 0 min 54 s                                      | Yvonne Morwa                                        | Kenya                                               | 1 h 8 min 19 s  |       |
| 2018  | Roman Romanenko                                     | Ukraine                                             | 1 h 3 min 58 s                                      | Eva Vrabcová-Nývltová                               | Tchéquie                                            | 1 h 11 min 54 s |       |
| 2019  | Yassine Rachik                                      | Italie                                              | 1 h 2 min 56 s                                      | Lilia Fisikowici                                    | Moldavie                                            | 1 h 12 min 34 s |       |
| 2020  | Course annulée en raison de la pandémie de Covid-19 | Course annulée en raison de la pandémie de Covid-19 | Course annulée en raison de la pandémie de Covid-19 | Course annulée en raison de la pandémie de Covid-19 | Course annulée en raison de la pandémie de Covid-19 |                 |       |
| 2021  | Vít Pavlišta                                        | Tchéquie                                            | 1 h 7 min 18 s                                      | Hana Homolková                                      | Tchéquie                                            | 1 h 20 min 36 s |       |
| 2022  | Vít Pavlišta                                        | Tchéquie                                            | 1 h 8 min 16 s                                      | Petra Pastorová                                     | Tchéquie                                            | 1 h 17 min 41 s |       |
| 2023  | Vitaliy Shafar                                      | Ukraine                                             | 1 h 4 min 53 s                                      | Aleksandra Lisowska                                 | Pologne                                             | 1 h 13 min 24 s |       |
| 2024  | Khalid Choukoud                                     | Pays-Bas                                            | 1 h 4 min 1 s                                       | Tereza Hrochová                                     | Tchéquie                                            | 1 h 12 min 29 s |       |